# Rio Grande (vattendrag i Brasilien, Rio de Janeiro, lat -21,60, long -41,79)
Rio Grande är ett vattendrag i Brasilien.   Det ligger i delstaten Rio de Janeiro, i den sydöstra delen av landet, 900 km sydost om huvudstaden Brasília.
Omgivningarna runt Rio Grande är huvudsakligen savann. Runt Rio Grande är det ganska glesbefolkat, med 40 invånare per kvadratkilometer.